# Плакминс
Пла́кминс (англ. Plaquemines Parish, фр. Paroisse de Plaquemine) — приход штата Луизиана, США. Официально образован в 1807 году. По состоянию на 2010 год, численность населения составляла 23 042 человека.

## География
По данным Бюро переписи США, общая площадь прихода равняется 6648,537 км², из которых 2020,202 км² — суша, и 4628,335 км², или 70 %, — это водоёмы.

## Население
По данным переписи населения 2000 года на территории прихода проживает 26 757 жителей в составе 9 021 домашнее хозяйство и 7 000 семей. Плотность населения составляет 12,00 человек на км2. На территории прихода насчитывается 10 481 жилых строений, при плотности застройки около 5,00-ти строений на км2. Расовый состав населения: белые — 69,77 %, афроамериканцы — 23,39 %, коренные американцы (индейцы) — 2,07 %, азиаты — 2,62 %, гавайцы — 0,01 %, представители других рас — 0,73 %, представители двух или более рас — 1,42 %. Испаноязычные составляли 1,62 % населения независимо от расы.
В составе 39,50 % из общего числа домашних хозяйств проживают дети в возрасте до 18 лет, 57,50 % домашних хозяйств представляют собой супружеские пары, проживающие вместе, 14,60 % домашних хозяйств представляют собой одиноких женщин без супруга, 22,40 % домашних хозяйств не имеют отношения к семьям, 18,60 % домашних хозяйств состоят из одного человека, 7,10 % домашних хозяйств состоят из престарелых (65 лет и старше), проживающих в одиночестве. Средний размер домашнего хозяйства составляет 2,89 человека, и средний размер семьи 3,30 человека.
Возрастной состав прихода: 29,20 % моложе 18 лет, 9,20 % от 18 до 24, 30,50 % от 25 до 44, 21,40 % от 45 до 64 и 21,40 % от 65 и старше. Средний возраст жителя прихода — 34 года. На каждые 100 женщин приходится 99,40 мужчин. На каждые 100 женщин старше 18 лет приходится 97,30 мужчин.
Средний доход на домохозяйство прихода составлял 38 173 USD, на семью — 42 610 USD. Среднестатистический заработок мужчины был 37 245 USD против 21 691 USD для женщины. Доход на душу населения составлял 15 937 USD. Около 15,40 % семей и 18,00 % общего населения находились ниже черты бедности, в том числе — 20,70 % молодёжи (тех, кому ещё не исполнилось 18 лет) и 18,40 % тех, кому было уже больше 65 лет.